# Vioolconcert (P.I. Tsjaikovski)
Het Vioolconcert in D majeur, opus 35 van de Russische componist Pjotr Iljitsj Tsjaikovski behoort tot de moeilijkste voor viool geschreven werken.
Het concert bestaat uit drie delen:
1. Allegro moderato
2. Andante canzonetta
3. Allegro vivacissimo

## Geschiedenis

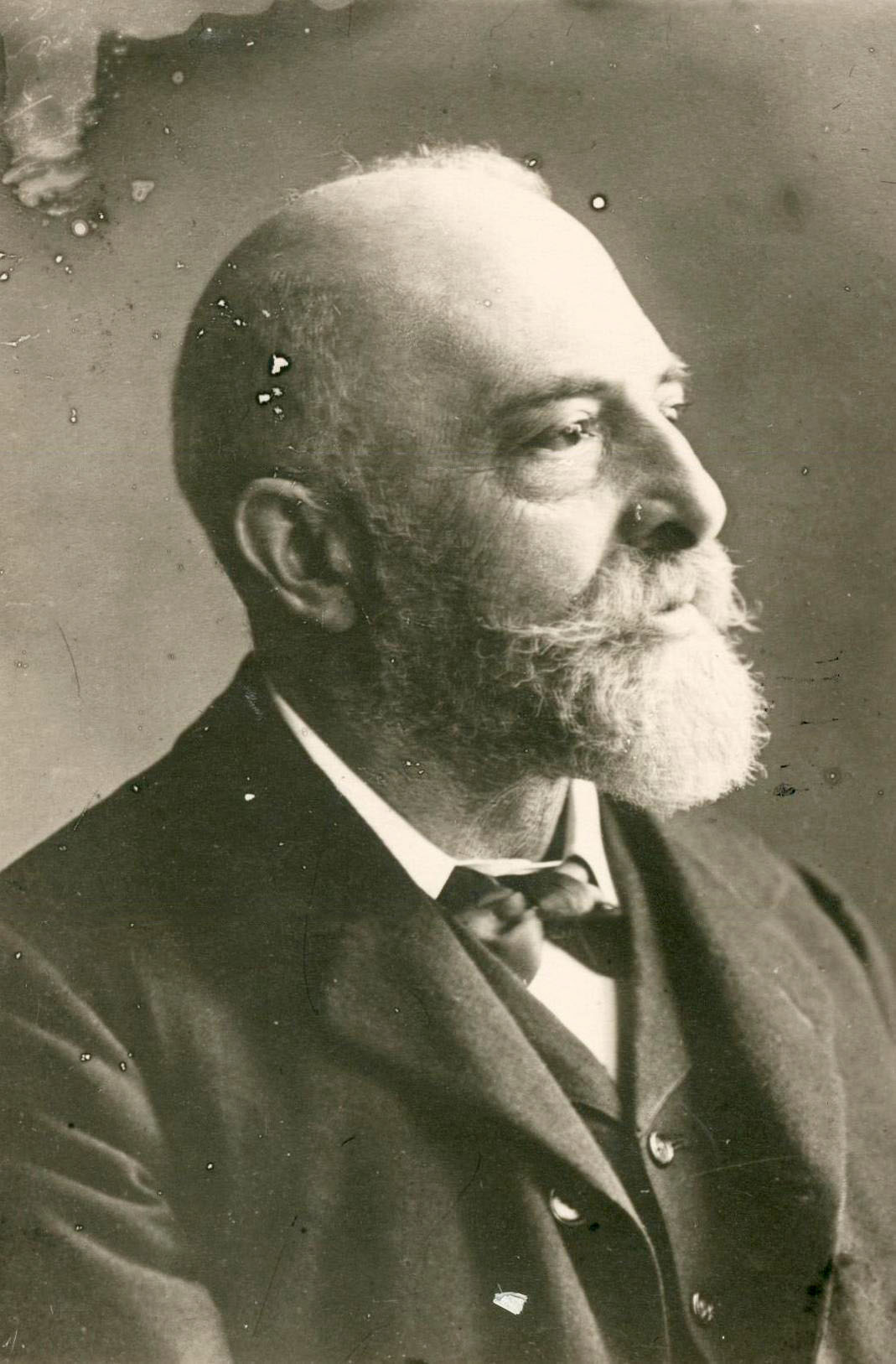
Leopold Auer, aan wie het vioolconcert werd opgedragen

Tsjaikovski schreef het concert in Clarens, een resort vlak bij het Meer van Genève. Hij woonde hier om te herstellen van een desastreus huwelijk met zijn vrouw Antonia Ivanovna Miljoekova. De violist en vroegere leerling van hem, Josif Kotek, kwam bij hem logeren. Koteks aanwezigheid en het Zwitserse landschap inspireerden Tsjaikovski om een vioolconcert te schrijven. Binnen twee weken was Tsjaikovski klaar met componeren. Een eerste versie van het Andante had hij vervangen voor het andante canzonetta zoals we dat nu kennen. Op 11 april 1878 was het concert voltooid.
Tsjaikovski droeg de compositie op aan Leopold Auer, een oude vriend van hem. Auer weigerde echter het werk in première te laten gaan, omdat het concert volgens hem onspeelbaar was. Het werk ging nu een aantal jaren later in première met de violist Adolf Brodsky te Wenen op 4 december 1881. Er volgde grote opschudding, waarbij E. Hanslick, een gezaghebbende Weense muziekcriticus, zelfs "een kwade reuk" signaleerde en zich afvroeg of Brodsky zich niet had gemarteld met het spelen van zo'n moeilijk stuk. Qua spel wordt er dan ook het uiterste van de violist gevergd. Auer veranderde later volledig van mening over het vioolconcert. Het concert is sindsdien blijvend populair geworden.

## Het concert
Het Allegro moderato begint met een lyrische melodie die verder in het concert niet meer terugkomt. Het karakter van het eerste deel kan worden beschreven als gloedvol, lyrisch en vertroostend. Het volledige orkest is maar af en toe aanwezig.
In het Andante canzonetta (langzaam als een liedje) domineert een typisch Russische, lyrische, licht weemoedige melodie met prachtige versieringen.
Het temperamentvolle Allegro vivacissimo is van een duizelingwekkende uitbundigheid en overmoed.

## Verwijzingen in de media
- Het vioolconcert werd gebruikt in een reclamespot op televisie van de ABN AMRO-bank. De spot toont een jonge violist die het stuk uitvoert, een jongen die moeizaam op de viool studeert onder leiding van diverse leraren, de jongen die een viool van zijn ouders krijgt en ten slotte de jongen die het vioolconcert op de radio hoort.
- In de film Le concert uit 2009 van Radu Mihaileanu, met Mélanie Laurent en Aleksei Guskov, speelt het vioolconcert een centrale rol.
- Het Allegro moderato is gebruikt als inspiratie voor het pianogedeelte van de hit Leningrad door Billy Joel in 1989.